# Celcita Pinheiro
Celcita Rosa Pinheiro da Silva (Santo Antônio de Leverger, 22 de dezembro de 1943) é uma política brasileira, filiada ao Democratas (DEM). Foi deputada federal de 1999 a 2007. Foi casada com o político Jonas Pinheiro, já falecido.
Durante seu mandato, em 2006, teve seu nome ligado ao Escândalo das Sanguessugas, acusada de ter recebido dinheiro para apresentar emendas ao Orçamento destinada à compra de ambulâncias. 